# Драгана Милојевић Срдић
Драгана Милојевић Срдић (Београд, 1950 — Београд, 8. септембар 2010) је била учесница демонстрација 9. марта 1991. године, која је постала симбол ненасилног отпора репресији милиције захваљујући фотографијама репортера Предрага Митића, на којима стоји са подигнута три прста док је ударају млазеви из водених топова.

## Биографија
Била је члан и један од најпрепознатљивијих активиста Српског покрета обнове. Од 1996. године је била у пензији. 
Много година касније, присећала се догађаја од 9. марта:
Изашла сам на улице мог родног града, у Кнез Михаилову улицу, шетајући до Трга Републике. Као и сви остали демонстранти, тражила сам демократију, слободу мисли и речи... Кордони су били са обе стране улица, а онда се наједном појавио и водени топ. Стала сам пред њега у некој мирној и достојанственој тишини, не слутећи шта ће да се деси. Наједном, на мене се сручио ужасно снажан млаз воде. Поклекла сам, па се придигла и кренула према њему... Када се вода опет обрушила свом силином, као да сам била спремна на то: остала сам на ногама са подигнута три прста! Тада је и настала она легендарна фотографија... Убрзо је кордон био пробијен, а мени је пришао један човек са шајкачом и рекао: „Браво, девојко!” Иначе, тог дана сам у хотелу „Мажестик” срела и Зорана Ђинђића, и Војислава Коштуницу и Драгољуба Мићуновића... Са још неким, мени непознатим људима, седели су иза неких затворених врата. (...) Невероватно, али после тога се нисам ни закашљала. Ваљда због неке чудне енергије која је владала… (...) Постала сам слика, а не жена која има свој живот. Лепили су плакате с мојим ликом, стављали ме на беџеве, привеске, објављивали насловне стране... Китили су се мојим лицем, а ја сам се сваког дана све више разочаравала. Унесрећивало ме је што нисам била личност, него некакав кип са уздигнута три прста који користи свима осим мени.
Учествовала је и на демонстрацијама 1997. године, на којима је носила своју фотографију од 9. марта 1991. године.
Када је на једном скупу покушала да приђе Драшковићу и замоли га за помоћ, он јој је рекао да се јави његовој секретарици, а она јој је пренела да је он заузет. Касније је постала члан Нове Србије Велимира Илића.
Умрла је 8. септембра 2010. године у свом породичном стану у Чика Љубиној улици. Поводом њене смрти, председник Српског покрета обнове Вук Драшковић је изјавио:
Она ће живети док буде живело сећање Србије на 9. март 1991. године, али демократска Србија огрешила се о њу, и не само о њу.— Вук Драшковић, РТС
Сахрањена је 15. септембра на Новом гробљу у Београду. Делегацију СПО-а на сахрани су предводили Александар Чотрић и Александар Југовић.